# Hroby
Hroby (německy Hrob) jsou vesnice, část obce Radenín v okrese Tábor v Jihočeském kraji. Nachází se 3,5 kilometru jihovýchodně od Chýnova a 1,7 kilometru severně od Radenína na silnici II/409 asi dvanáct kilometrů východně od Tábora, 27 kilometrů západně od Pelhřimova a sedmnáct kilometrů severovýchodně od Soběslavi. V roce 2011 zde trvale žilo 23 obyvatel.
V Hrobech je evidováno 25 poštovních adres. Nejbližší železniční stanice v Chýnově na trati Tábor – Horní Cerekev.
Hroby leží v nadmořské výšce v rozmezí 505–520 metrů na ostrohu obtékaném Kozmickým a Lažanským potokem, které po spojení pokračují jako Hrobský potok směrem k Turovci (někde je uváděn pod jménem potok Turovecký). Podél silnice z Hrobů do Radenína je zajímavá a cenná oboustranná, asi 800 metrů dlouhá maďalová alej.

## Název
Název vesnice s největší pravděpodobností nemá nic společného s hroby, ale vzniklo ze slova hrůbky, jak se staročesky říkalo valům nebo náspům.

## Historie
První písemná zmínka o vesnici pochází z roku 1358. Z roku 1376 je znám majitel vsi Smil z Hrobů.

## Obyvatelstvo
| Rok            | 1869 | 1880 | 1890 | 1900 | 1910 | 1921 | 1930 | 1950 | 1961 | 1970 | 1980 | 1991 | 2001 | 2011 | 2021 |
| -------------- | ---- | ---- | ---- | ---- | ---- | ---- | ---- | ---- | ---- | ---- | ---- | ---- | ---- | ---- | ---- |
| Počet obyvatel | 229  | 230  | 221  | 200  | 173  | 173  | 143  | 99   | 80   | 52   | 37   | 22   | 14   | 23   | 24   |
| Počet domů     | 21   | 21   | 21   | 21   | 23   | 24   | 26   | 32   | 40   | 16   | 13   | 19   | 21   | 21   | 22   |

## Obecní správa
Při sčítání lidu v letech 1850–1929 Hroby byly osadou obce Kozmice v okrese Tábor. V letech 1930–1975 byly samostatnou obcí v okrese Tábor. Od 1. ledna 1976 jsou částí obce Radenín v okrese Tábor. V letech 1930–1975 k obci patřily Nuzbely a v letech 1961–1975 také Kozmice a Lažany.

## Škola

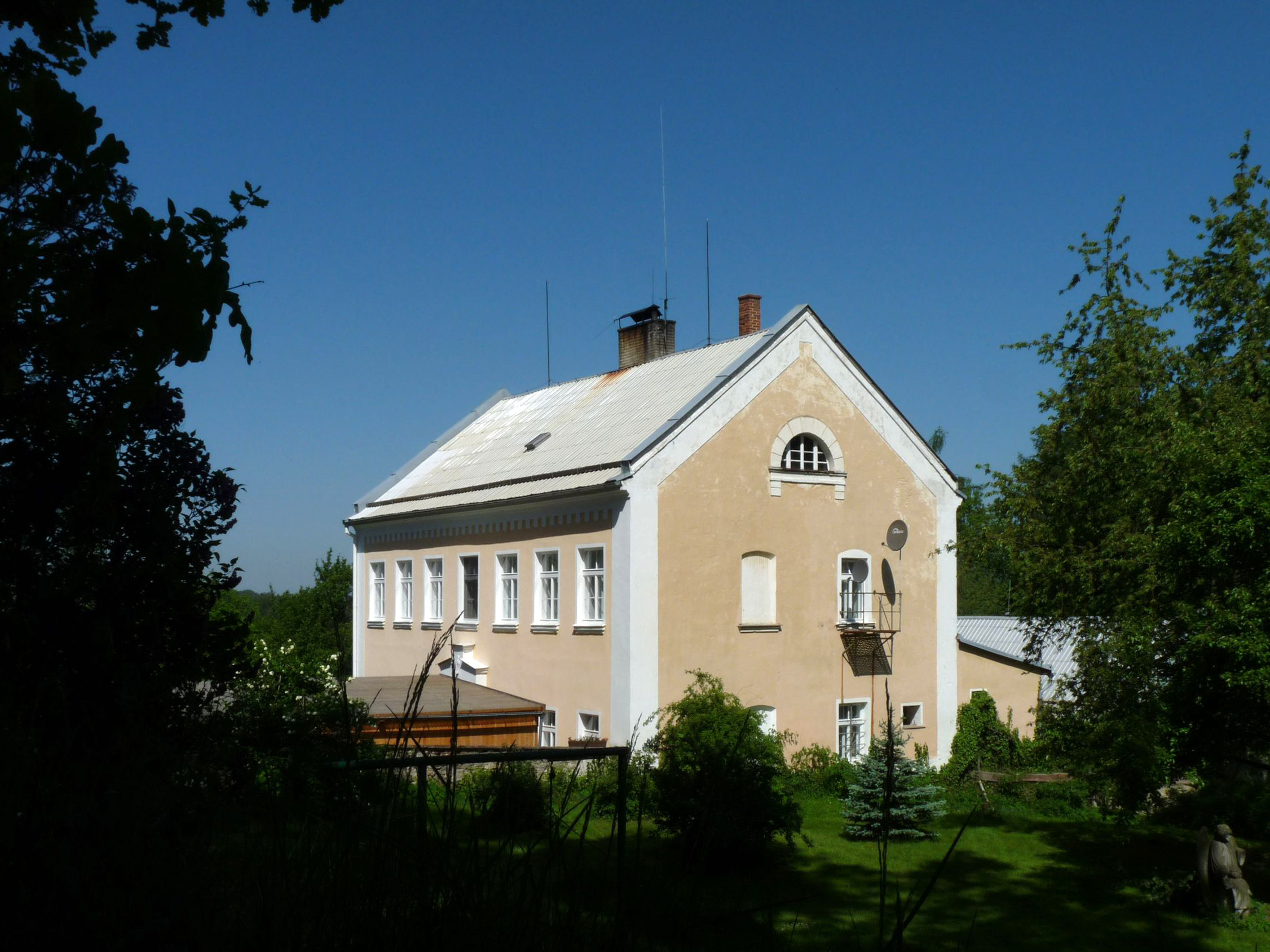
Bývalá škola

Hrobská škola byla původně v malé chaloupce u kostelních schodů, kde je nyní zelinářská zahrada a bývala tehdy i později středem staré muzikantské slávy našich učitelů. Působil zde řídící učitel Václav Vacek (narozen 1879), uměl hrát na všechny nástroje, s vlastní kapelou hrál v místě i okolí a skládal při ni skladby. Později školu převzal Matěj Praveček – kantor, muzikant a ředitel kůru. Jeho syn Jindřich (narozený 1885) byl hudebním skladatelem a výborným dirigentem, syn Alois (narozený 1880) byl vojenským kapelníkem, violistou a skladatelem. Pozdější řídicí učitel Jan Menšík řídil chrámovou hudbu a bývalý řídící učitel-muzikant Jan Sejk (syn Františka Sejka, rodáka z Chýnova – 1851, organizátora hudebního života Soběslavska, dirigenta studentské kapely a smyčcového orchestru učitelského ústavu) hrál na více nástrojů.

## Pamětihodnosti
Kostel Nanebevzetí Panny Marie je doložen již roku 1358. V letech 1596, 1666 a 1791 vyhořel. V 16. století byl zbaven fary, v roce 1687 byla při kostele zřízena administratura a v roce 1758 opět fara. Kostel byl v roce 1828 obnoven. Je považován za nadprůměrný vesnický středověký kostel.
Areál hrobského zámku se skládá ze dvou částí oddělených silnicí. Severně od ní stojí zámek s hospodářským dvorem a parkem (celková výměra 2,4 hektaru). Jižně je terasová zahrada (0,9 hektaru), v níž stojí altán. Součástí zahradní zdi je kaplička. Trojkřídlá patrová budova je krytá mansardovou střechou, fasádu zvýrazňuje jednoosý plochý rizalit s trojúhelníkovým nástavcem, nad nímž je na hřebenu střechy umístěna čtverhranná vížka s cibulovitou nástavbou. Zámek vznikal postupně a dokončený byl během první poloviny 18. století; jednopatrovou budovu dal místo bývalé tvrze vystavět František Jiří Koch a první zmínka o tomto raně barokním zámku se váže k roku 1751. Roku 1753 koupila zámek hraběnka Marie Terezie Krakovská z Kolovrat. V roce 1839 zámku přibyla tři krátká křídla směrem do dvora. V roce 1878 se Hroby dostaly do vlastnictví Latourů, kteří je drželi do roku 1948. Potom byl objekt užíván československou armádou a nebyl řádně udržován. Současný stav (2007) budov není dobrý a areál v soukromém vlastnictví potřebuje opravy a úpravy. V zámecké zahradě roste památný strom Hrobský dub (dub letní).

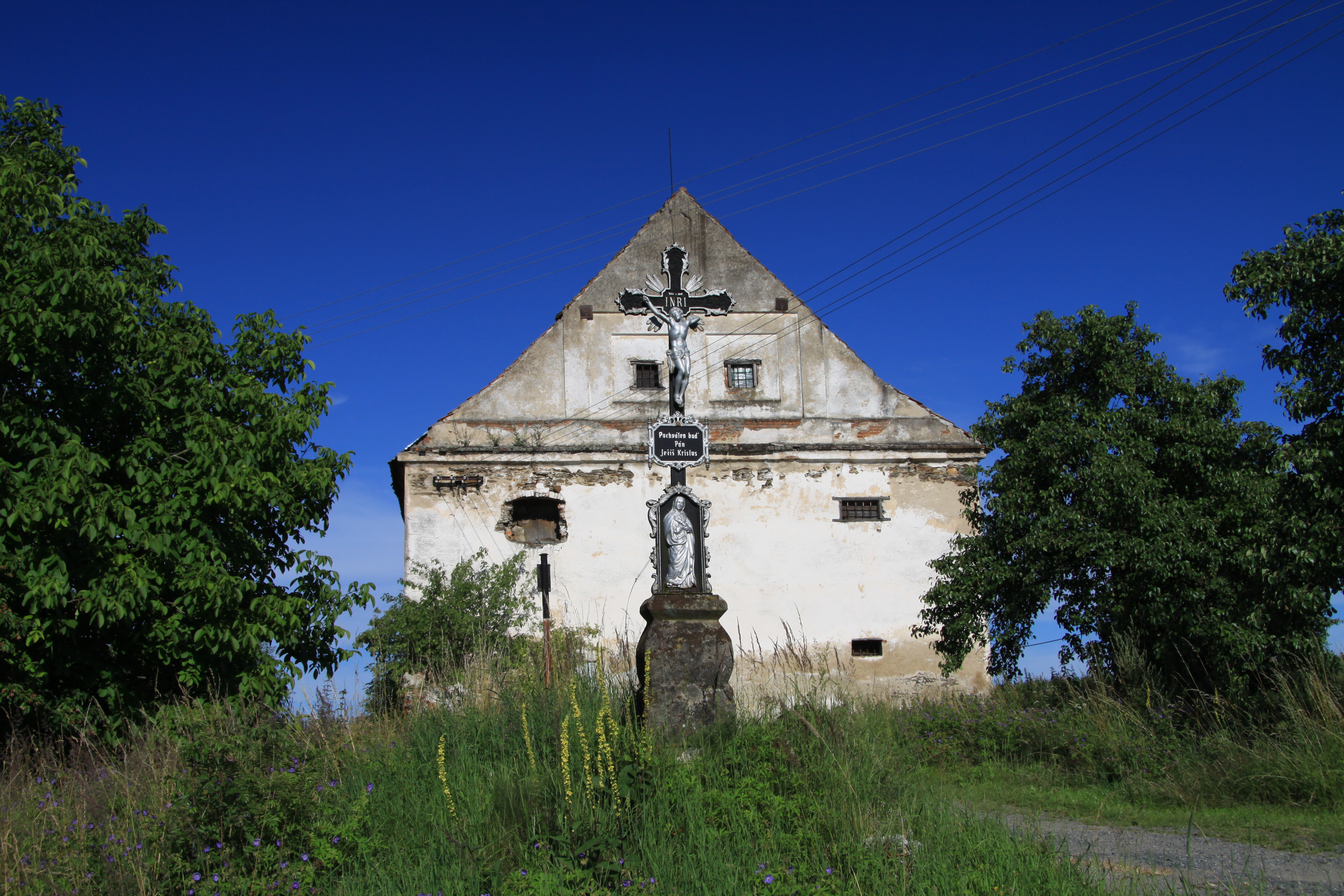
Křížek u cesty směrem ke hřbitovu

Hřbitov s novogotickou hrobkou Kolowratů východně od vsi byl zasvěcen 14. října 1832 (prvním pochovaným byl Jan Tenkl (Prucha), sedlák z Kozmic). V areálu byla vystavěna novogotická obřadní síň. U odbočky na hřbitov stojí železný křížek, za ním dále při silnici na Kozmice dosud stojí budova starého špýcharu.

## Osobnosti
- Lev Winter (1876–1935) byl advokát, významný český sociálně demokratický politik, ministr československé vlády;
- Arnošt Winter (1880–1944) byl sociálnědemokratický politik a odborník na železniční stavby. Narodil se v Nových Dvorech.
- Gustav Winter (1889–1943) byl novinář a publicista, zpravodaj v Paříži, překladatel, činný v odboji ve Francii a Anglii. Narodil se v Radeníně – 1,7 km jižně od obce Hroby.
- Alois Praveček (1880–1957) byl český dirigent, skladatel a hudební pedagog;
- Jindřich Praveček (starší) (1885–1969) byl český pedagog, dirigent a skladatel. Syn učitele v Hrobech – Matěje Pravečka, otec Jindřicha Pravečka mladšího (1909–2000), vojenského kapelníka a skladatele
- František Voborský (1906–1984), výtvarník, literát, novinář, textař a skladatel, autor skladby Chaloupky pod horami